# Horatio Ballantyne
Horatio Ballantyne (* 1871 in Glasgow; † 25. Januar 1956) war ein britischer Chemiker und Manager (Unilever Konzern). 

## Leben und Tätigkeit
Ballantyne war ein Sohn des Thomas Ballantyne und seiner Frau Jane, geb. Chalmers. Nach dem Besuch der Garnethill School studierte Ballantyne am Glasgow and West of Scotland Technical College. 1887 wurde er Assistent des Stadtanalytikers (City Analyst) von Glasgow (bis 1896). Parallel vertiefte er seine Ausbildung in den Laboren von Wallace Tatlock & Clark und in denen von R.R. Tatlock, Thomson & Redman. 
Von 1896 bis 1928 war Ballantyne Berater für chemische Fragen (consulting chemist) in London. Dabei spezialisierte er sich insbesondere auf das Patentrecht im Zusammenhang mit chemischen Prozessen und verwandten Themen. In diesem Kontext erschien er häufig als Sachverständiger vor dem höchsten britischen Gericht.
Von 1916 bis 1928 war Ballantyne neben seiner anderweitigen Tätigkeit Direktor bei Thermit Ltd. Von 1928 bis 1937 amtierte er als Direktor von Lever Brothers und Unilever. Von 1937 bis zu seinem Tod war Ballantyne dann beratender Direktor (advisory director) bei Lever Bros und Unilever Ltd.
Von den nationalsozialistischen Polizeiorganen wurde Ballantyne aufgrund seiner führenden Stellung in der britischen Wirtschaft Ende der 1930er Jahre als wichtige Zielperson eingestuft: Im Frühjahr 1940 setzte das Reichssicherheitshauptamt in Berlin ihn auf die Sonderfahndungsliste G.B., ein Verzeichnis von Personen, die im Falle einer erfolgreichen deutschen Invasion Großbritanniens durch die Sonderkommandos der SS-Einsatzgruppen mit besonderer Priorität ausfindig gemacht und verhaftet werden sollten.
Daneben saß er in zahlreichen Kommissionen und Gremien: So war er Mitglied der Konferenz für die Änderung des Patentrechts (Tech. Instns. Conference on Patent Law Amendment) (1918–1919), der Ministerienübergreifenden Kommission zur Entwicklung von Verfahrensweisen zum Umgang mit Erfindungen von Regierungsangestellten (Interdepartmental Commission on methods of dealing with inventions made by Govternment servants) und der Regierungskommission für das Patentrecht (1929).
Ballantyne war Fellow der Chemical Society und des Royal Institute of Chemistry.

## Familie
Ballantyne war verheiratet mit Katherine Isabella Russel, mit der er drei Töchter hatte.